# Grand prix du cinéma français
O Grand prix du cinéma français, literalmente o Grande prémio do cinema francês, foi criado em 1935 por um dos inventores du cinema, Louis Lumière e pela "Société d'encouragement à l'art et à l'industrie (SEAI)".
Acusado de conservantismo foi extinto em 1986 até porque em 1975 havia aparecido o muito mais reconhecido, os Césars